# Ростовятица
Ростовятица (укр. Ростов'ятиця) — село в Ивановецкой сельской общине Мукачевского района Закарпатской области Украины.
Население по переписи 2001 года составляло 191 человек. Почтовый индекс — 89631. Телефонный код — 3131. Занимает площадь 0,341 км². Код КОАТУУ — 2122784203.